# Санта Елена де ла Куеста, Ел Бенефисио дел Борего (Талпа де Аљенде)
Санта Елена де ла Куеста, Ел Бенефисио дел Борего (шп. Santa Elena de la Cuesta, El Beneficio del Borrego) насеље је у Мексику у савезној држави Халиско у општини Талпа де Аљенде. Насеље се налази на надморској висини од 540 м.

## Становништво
Према подацима из 2010. године у насељу је живело 11 становника.

### Хронологија
| Година       | 2000       | 2005         | 2010 |
| ------------ | ---------- | ------------ | ---- |
| Становништво | 11 (6 / 5) | 65 (36 / 29) | 11   |

### Попис
| # | Индикатор                     | Вредност |
| - | ----------------------------- | -------- |
| 1 | Укупно домаћинстава           | 2        |
| 2 | Укупно насељених домаћинстава | 2        |
| 3 | Величина локације             | 1        |